# Théâtre São Luiz
Le Teatro Municipal São Luiz est un théâtre situé à Lisbonne, considéré comme l'une des salles de spectacles les plus importantes de la ville.

## Histoire
Il a été inauguré le 22 mai 1894, sous le nom de Teatro Dona Amélia, à l'époque reine du Portugal. L'idée de sa construction est venue de l'acteur Guilherme da Silveira, qui a réussi à attirer plusieurs investisseurs. Le projet a été conçu par l'architecte français Louis Reynaud, qui lui a donné un air « parisien » et cosmopolite.
Avec l'établissement de la République en 1910, la salle fut alors rebaptisée Teatro da República.
En 1914, un incendie détruira complètement le théâtre. L'architecte Tertuliano Marques reconstruisit le théâtre en suivant la conception originale, et la salle fut rouverte le 16 janvier 1916.
En 1928, le théâtre a de nouveau été remodelé, cette fois pour être adapté au cinéma, en changeant son nom en São Luiz Cine, après avoir été créé avec la projection du film Metropolis de Fritz Lang. En 1930, il a été modernisé, devenant le premier cinéma sonore au Portugal.
À partir de 1960, le cinéma commence à perdre de l'audience, ce qui entraîne le retour infructueux du théâtre. En 1971, presque sans public, la salle finit par être achetée par la mairie de Lisbonne, changeant son nom en Teatro Municipal de São Luis. Commence alors une longue période de hauts et de bas, au cours de laquelle aucun projet culturel ne parvient à redonner à la salle son importance d'antan.
En 1998, un important travail de remodelage et d'agrandissement du théâtre a commencé, mené par l'architecte Francisco Silva Dias. Le programme prévoyait la récupération de la salle principale, le réaménagement des espaces scéniques, la création d'une salle studio, d'un café-concert et d'un restaurant.
En 1990, la mairie de Lisbonne a cédé l'espace à Companhia Teatral do Chiado et Mário Viegas, qui ont développé un large éventail d'actions culturelles.
En juillet 2016, Luís Miguel Cintra a été honoré au Teatro Municipal de São Luís avec l'attribution de son nom à la salle principale.

## Source
- (pt) Cet article est partiellement ou en totalité issu de l’article de Wikipédia en portugais intitulé « Teatro São Luiz » (voir la liste des auteurs).

1. ↑  (pt) « São Luiz Teatro Municipal / Cronologia » [archive du 29 juin 2012] (consulté le 7 novembre 2011)
2. ↑  Observador, « São Luiz dá nome de Luís Miguel Cintra à sala principal do teatro », 5 de julho de 2016 (consulté le 16 décembre 2016)?